# Songyuan
Songyuan (chiń. 松原; pinyin Sōngyuán) – miasto o statusie prefektury miejskiej w północno-wschodnich Chinach, w prowincji Jilin. Prefektura miejska w 1999 roku liczyła 2 720 284 mieszkańców.

## Podział administracyjny
Prefektura Songyuan podzielona jest na:
- dzielnicę: Ningjiang,
- miasto: Fuyu,
- 2 powiaty: Changling, Qian’an,
- powiat autonomiczny: Qian Gorlos.